# Ana Requena Aguilar
Ana Requena Aguilar (Madrid, 1984) és una periodista espanyola. Va ser cofundadora en 2012 de eldiario.es on des de setembre de 2018 és redactora cap de Gènere. El 2014 va crear el blog "Micromachismos" pel qual ha rebut diversos premis. Escriptora i autora del llibre Feminismo Vibrante. Si no hay placer no es nuestra revolución

## Trajectòria
Va néixer en Madrid però es va criar en Albacete. Va tornar a la capital per a estudiar periodisme en la Universitat Complutense de Madrid on va realitzar la seva tesina final sobre periodisme amb perspectiva de gènere. Llicenciada en 2005 va realitzar les seves primeres pràctiques en Ràdio Nacional d'Espanya a Albacete, en 2006 va treballar en l'equip de comunicació de l'INSTRAW a la República Dominicana, en De 2007 a 2008 va ser redactora de AmecoPress, una agència d'informació amb perspectiva de gènere de l'Associació de Dones dels Mitjans de comunicació (AMECO). Al juliol de 2008 es va incorporar al diari Público com a redactora de la secció d'economia, on va treballar fins a 2012 quan va deixar de publicar-se la seva edició en paper. A l'agost de 2012 va participar en la fundació del diario.es on en un principi va treballar com a redactora d'economia. Durant els últims anys s'ha dedicat a cobrir assumptes relacionats amb el mercat de treball, la conciliació i les cures, la violència masclista, els drets sexuals i reproductius o les relacions personals amb perspectiva de gènere. Al febrer de 2014 va llançar el blog "Micromachismos" per a parlar de masclisme diari i denunciar situacions de desigualtat i discriminació del qual és coordinadora.
Al març de 2018 va ser una de les impulsores del moviment "Las periodistas paramos" creat entorn de la convocatòria de la Vaga Internacional de Dones del 8 de Març.
Al setembre de 2018 va ser nomenada redactora cap de Gènere de eldiario.es un nou càrrec en el diari digital per a coordinar i impulsar la informació sobre igualtat, gènere i feminisme.
Des de setembre de 2018 és col·laboradora de diversos programes de televisió, com La Mañana de TVE
En l'actualitat és coordinadora de Nidos, la secció sobre noves familiar, criança, cures i conciliació de eldiario.es.

## Premis i reconeixements
- En 2015 va guanyar el premi de Comunicació No Sexista que concedeix l'Associació de Dones Periodistes de Catalunya[8]

- En 2016, el premi 8 de març en la categoria de comunicació de la Xarxa Feminista d'Albacete[9]

- A l'abril de 2019, la Fundació Sindical Ateneo 1r de Mayo de Comissions Obreres de Madrid li va concedir el premi Pilar Blanco a la informació sociolaboral, "un reconeixement al treball dels professionals i dels mitjans de comunicació que s'han distingit per divulgar notícies d'interès social i laboral".[10][11]
- En 2020 va rebre el premi del Govern de Castella La-Manxa “ per la seva labor periodística de compromís i promoció de la igualtat”.[12]
- A l'octubre de 2020 li van concedir el premi 'Mujeres a Seguir'[13] en la categoria de comunicació i es va convertir així en una de les deu 'Mujeres a Seguir' de l’any.

## Llibres
- Las voces del 15M. (2011) Coautora. Libros del lince.[14]
- Cómo identificar los micromachismos. (2018) Editorial Txalaparta.[15]
- Feminismo vibrante. Si no hay placer no es nuestra revolución. (2020) Roca Editorial.[16]